# Bazzanella
Bazzanella (Bazzanella in dialetto milanese, AFI: /ˌbasaˈnɛla/) è una frazione del comune di Assago in provincia di Milano, posta a sudest del centro abitato, verso Rozzano.

## Storia
Fu un antico comune del Milanese.
Alla proclamazione del Regno d'Italia nel 1805 risultava avere 126 abitanti. Nel 1809 fu soppresso con regio decreto di Napoleone ed annesso ad Assago, la quale fu poi a sua volta inglobata in Corsico nel 1811. Il Comune di Bazzanella fu ripristinato con il ritorno degli austriaci, che tuttavia tornarono sui loro passi nel 1841, stabilendo la definitiva unione comunale con Assago, alla cui parrocchia apparteneva.

## Infrastrutture e trasporti
Bazzanella è attraversata a est dall'Autostrada A7 ("Milano-Serravalle"). La frazione accoglie nei suoi pressi la barriera autostradale di Milano Ovest della stessa autostrada.
Data la natura rurale e la bassa urbanizzazione dell'area, Bazzanella non è servita da linee automobilistiche, metropolitane o ferroviarie.